# 보성사
| 설립자    | 이용익                         |
| 설립년도  | 1906                           |
| 설립 배경 | 학교의 교재를 프린트 하기 위함 |

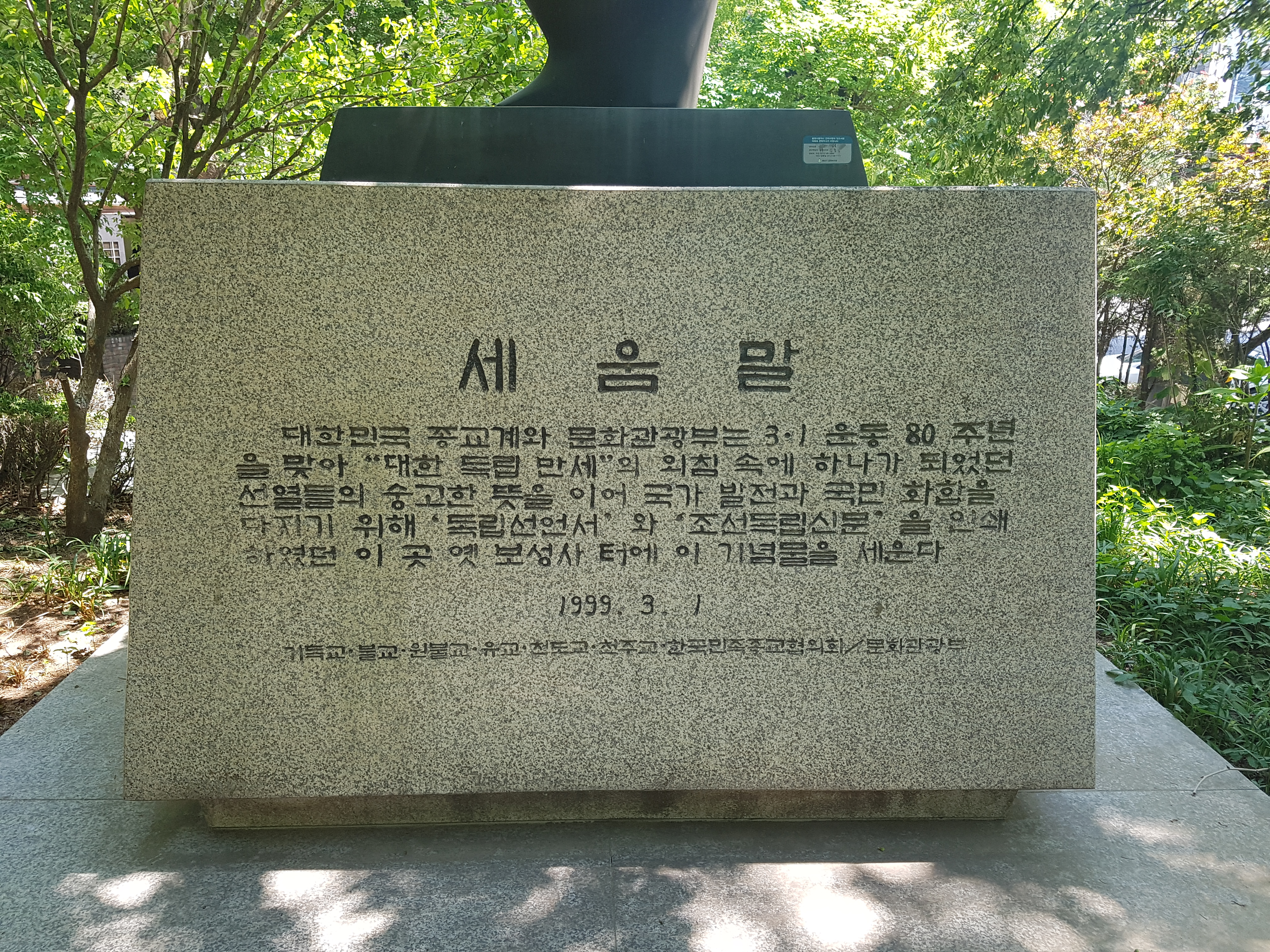
보성사의 세움말

보성사(普成社)는 1906년 학교 교재 출판을 위해 서울에 세워진 인쇄소이다. 이용익이 설립하였으며, 위치는 서울특별시 종로구 우정국로 55 조계사(수송동 44)이다.

## 위치

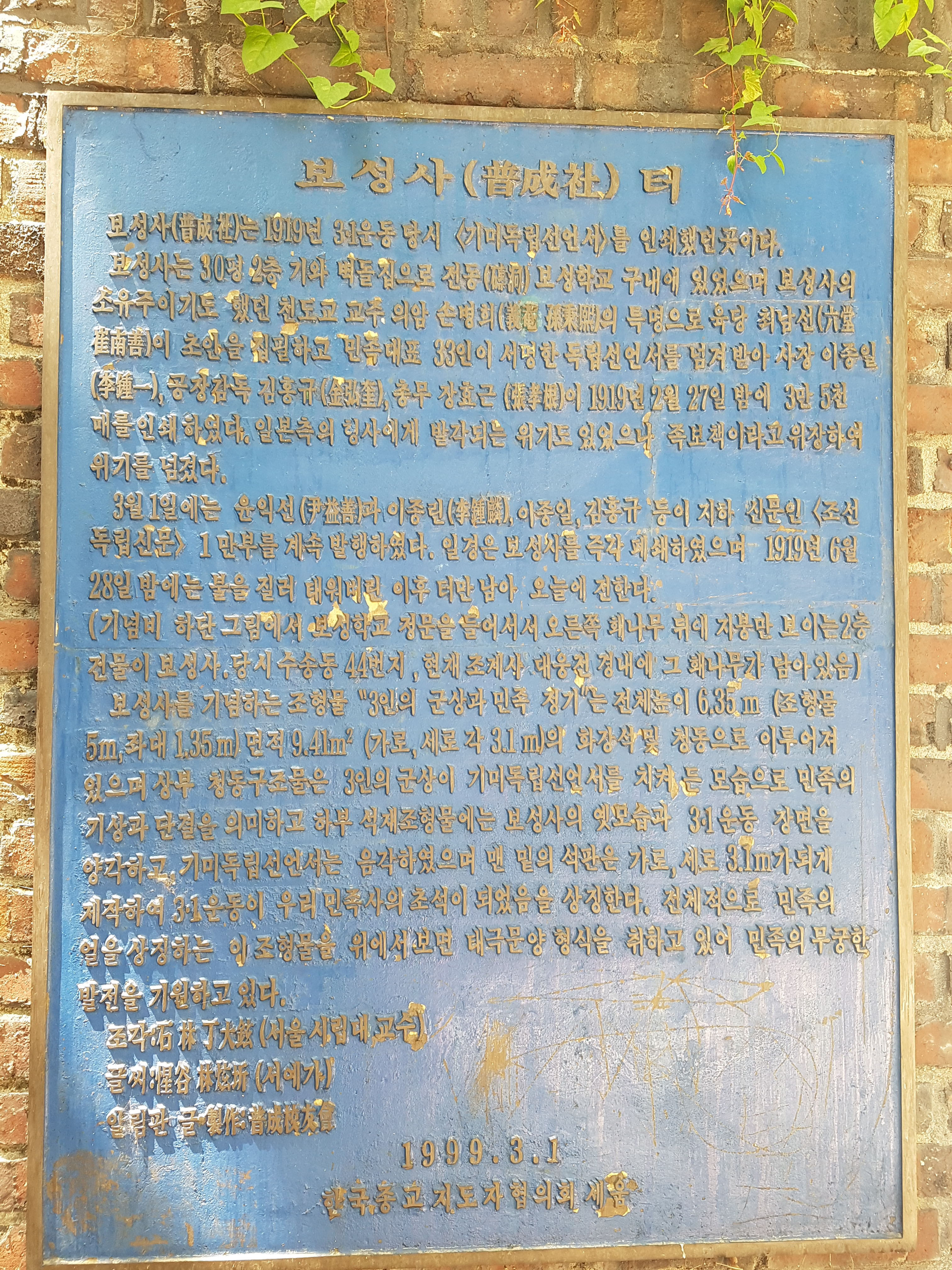
보성사 터

〈손병희 등 48인 예심종결결정〉 등에 보성사와 관련된 내용이 있으며, 최승만이 "보성중학은... 지금 태고사 자리가 되겠는데 한옥으로 된 교사였다. 큰 대문이 서향으로 서 있는데 대문을 들어서면 맞은 편에 재빛 벽돌로 지은 2층 건물이 보성사로 교과서를 인쇄하던 곳인데 여기서 3.1운동 때 독립선언서를 박았다."고 회고한 기록이 있다.

## 보성사 터
보성사는 1919년 3.1운동 당시 <기미독립선언서>를 인쇄했던 곳이다. 보성사는 30평 2층 기와 벽돌집으로 전동 보성학교 구내에 있었으며 보성사의 소유주이기도 했던 천도교 교주 의암 손병희의 특명으로 육당 최남선이 초안을 집필하고 민족대표 33인이 서명한 독립선언서를 넘겨받아 사장 이종일, 공장감독 김홍규, 총무 강효근이 1919년 2월 27일 밤에 3만 5천 매를 인쇄하였다. 일본측의 형사에게 발각되는 위기도 있었으나 족보책이라고 위장하여 위기를 넘겼다.
3월 1일에는 윤익선과 이종린, 이종일, 김홍규 등이 지하 신문인 <조선독립신문> 1 만부를 계속 발행하였다. 일경은 보성사를 즉각 폐쇄하였으며 1919년 6월 28일 밤에는 불을 질러 태워버린 이후 터만 남아 오늘에 전한다.
(기념비 하단 그림에서 보성학교 정문을 들어서서 오른쪽 홰나무 뒤에 지붕만 보이는 2층 건물이 보성사, 당시 수송동 44번지, 현재 조계사 대웅전 경내에 그 홰나무가 남아있음)
보성사를 기념하는 조형물 "3인의 군상과 민족 청기"는 전체높이 6.35m (조형물 5m, 좌대 1.35m) 면적 9.4 제곱km (가로, 세로 각 3.1m)의 화강석 및 청동으로 이루어져 있으며 상부 청동구조물은 3인의 군상이 기미독립선언서를 치켜 든 모습으로 민족의 기상과 단결을 의미하고 하부 석재조형물에는 보성사의 옛모습과 3.1운동 장면을 양각하고, 기미독립선언서는 음각하였으며 맨 밑의 석판을 가로, 세로 3.1m가 되게 제작하여 3.1운동이 우리 민족사의 초석이 되었음을 상징한다. 전체적으로 민족의 얼을 상징하는 이 조형물을 위에서 보면 태극문양 형식을 취하고 있어 민족의 무궁한 발전을 기원하고 있다.

## 역사
보성사는 1906년 대한제국 말기 고종의 측근이었던 이용익이 러시아어학교 자리에 보성중학교를 설립하면서 학교 교재 출판을 위해 학교 구내에 설치한 인쇄소였다. 그러나 재정난으로 인하여 1910년 천도교로 경영권이 넘어가게 되면서 최린이 보성고보의 교장을, 이종일이 보성사 사장을 맡았다. 그 후 중앙교당의 인쇄소인 창신사와 병합하여 그 명칭을 그대로 보성사라 하였다. 보성사는 30평 정도의 2층 기와 벽돌집으로 한국 최초의 인쇄소였다.
보성사는 최남선이 설립한 광문회의 신문관과 더불어 당시 인쇄계를 주도하였다. 보성사는 교회 서적 및 학교 교과서의 인쇄에만 그친 것이 아니라 한국 출판 문화 향항에도 크게 공헌하였다. 보성사는 8면 활판기 등을 독일에서 수입하고 석판 인쇄시설까지 갖춰 당시 한국인 인쇄소로서는 시설이 가장 좋았다. 

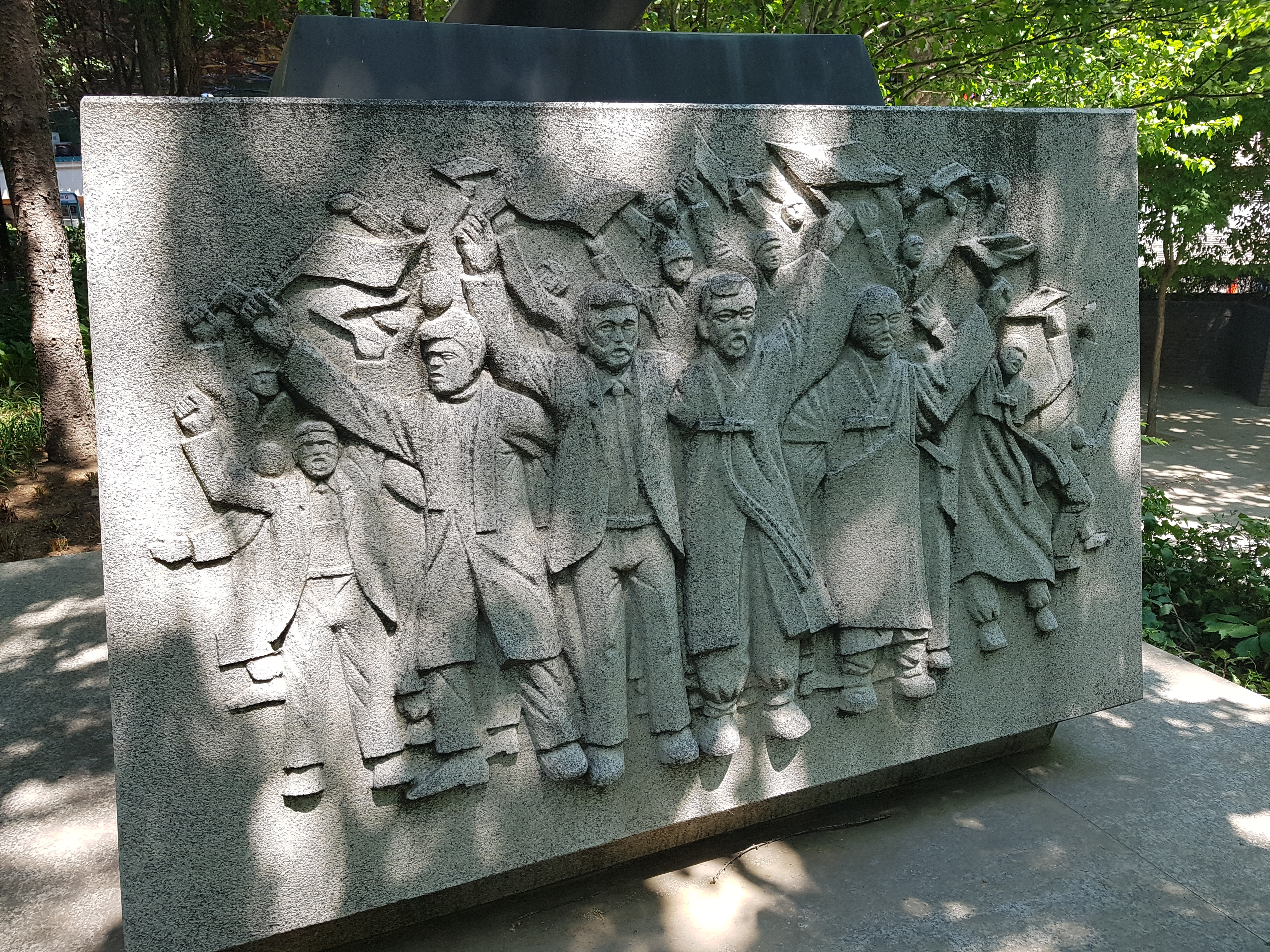
3.1운동을 표현하는 조각이다.

### 보성사와 독립선언서
3.1운동을 위한 준비가 한창이던 1919년 2월, 최남선이 기초한 독립선언서가 신문관에서 조판된 뒤 보성사로 넘겨졌다. 같은 달 27일, 보성사의 사장 이종일은 공장 감독 김홍규 총무 장효근과 함께 극비리에 총 2만 1000매의 독립선언서를 성공적으로 인쇄하였다. 보성사에서 인쇄된 독립선언서는 서면자들의 연고지인 서울, 평양, 청주, 용강, 해주, 선천, 원산, 의주 등지로 철도편을 통해 전달되었다. 1919년 3월 1일, 이른 아침부터 집집마다 독립선언서가 배달되었고 곳곳에 격문이 붙었다. 별도로 천도교 측의 임규는 27일 일본에 보내는 통고서를 가지고 서울을 출발하여 3월 1일 일본 동경에 도착한 후 이를 일본어로 번역하여 일본 정부와 귀족원, 중의원에 우편으로 발송했다. 이렇게 보성사에서 인쇄된 독립선언서를 통해 예정된 대로 3.1운동을 진행할 수 있었다. 보성사는 1919년 일본의 억압에도 불구하고 천도교라는 종교적 이름을 앞세워 일본의 눈을 피해 인쇄소의 역할을 제대로 할 수 있었다. 이처럼 3.1운동에 있어서 중요한 독립선언서를 인쇄하고 반포한 점에 있어 보성사는 독립 운동에 많은 영향을 끼쳤다고 할 수 있다.

### 보성사와 조선독립신문
보성사의 사장 이종일은 3월 1일 만세 운동이 터지면 자신이 구금될 것을 알고 있었다. 그렇기 때문에 하루 전 2월 28일 이종린으로 하여금 창간호의 원고를 집필하도록 하였다. 보성사에서 김홍규 감독에게 독립신문 1만 5천 부를 인쇄하여 3월 1일 배부케 하였다. 이렇게 해서 독립선언에 호응하여 궐기할 것을 촉구한 <조선독립신문> 제 1호가 극비리에 간행될 수 있었다. 당일 오후 6시에 발행인 윤익선은 체포되었고 이에 창간 실무를 담당했던 이종린은 독립신문을 프린트 판으로 계속 발행하기로 하였다. 이종린은 3월 2일 장종건에게 간행비 20원을 전하였고 그에 따라 이종린은 독립신문 제 2호부터 4호까지 발행할 수 있었다. 하지만 이러한 사실이 일경에 발각되어 3월 10일 원고와 등사 기구 일체를 압수당하고 체포되었다. 그 후 독립신문은 천도교의 범주에서 벗어나 장종건의 주도 하에 장소를 옮겨다니며 계속 발행되었으며 3월 25일 장종건 등이 체포된 후에도 사람과 장소를 바꾸어가며 6월 22일 제 36호와 8월 29일 국치기념호까지 간헐적으로 발행되었다. 독립신문 발행 후 경향 각지에는 이에 고무되어 <신조선신문>, <조선민보>, <국민신보>, <혁신공보> 등이 연달아 간행되어 독립 운동의 길잡이가 되었다.

### 위기
독립선언서를 인쇄하던 도중 일본에 협력하던 순사 신승희가 그 현장을 목격하였다. 이에 보성사 사장인 이종일은 신승희에게 5500원을 주며 설득하여 위기를 모면하였다. 하지만 인쇄가 끝난 후 선언서를 옮기던 도중 일본 경찰의 검문이라는 또 한번의 위기와 마주쳤다. 때마침 정전으로 불이 꺼져 있어 이종일 등이 단순히 인쇄된 족보일 뿐이라고 경찰을 속여 무사히 독립선언서를 옮겼다. 이렇게 독립선언서는 무사히 전국으로 퍼지게 되었고 민족의 독립에 대한 의지를 분출한 3.1운동은 예정대로 진행될 수 있었다. 그 후 신승희는 비밀이 탄로되어 5월 헌병대에 체포되었는데 결정적인 순간에 비밀을 누설하지 않고 자결하였다.

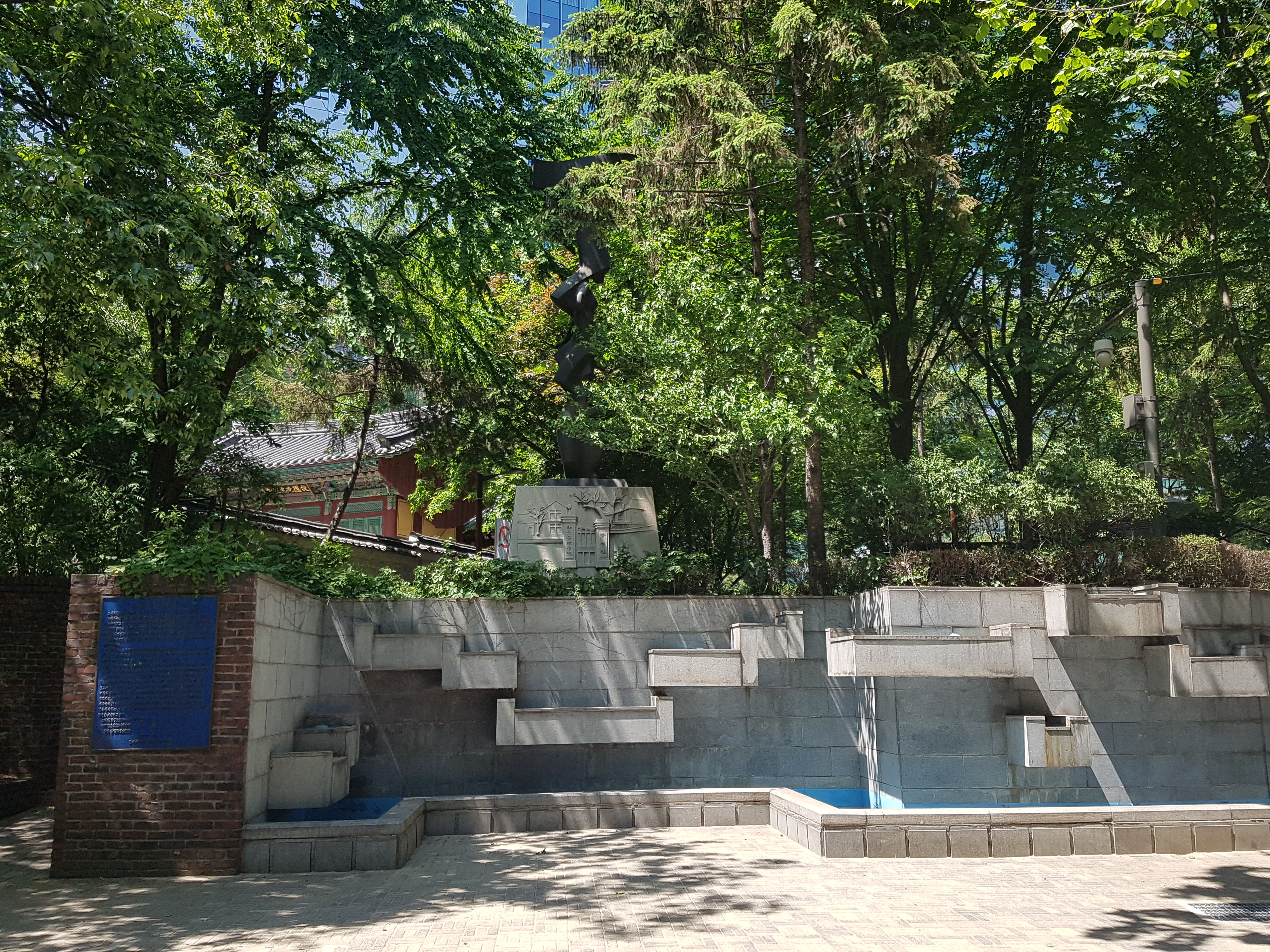
현재 남아 있는 보성사의 터이다.

### 일제의 방화와 현재
1919년 2월 독립선언서를 인쇄한 후 보성사는 일제의 탄압에 대항하는 조선독립신문을 계속 발행하였다. 그 결과 일본 경찰은 보성사를 즉각 폐쇄하였고, 같은 해 6월 불을 질러 건물을 전소시켰다. 그로 인해 민족의 목소리를 대변하는 문서를 쉼없이 찍어내던 보성사는 현재 그 터만 남아 오늘날에 전하게 된다.